# 比斯特上海购物村
比斯特上海购物村是位於上海迪士尼度假区附近的一個購物場所、奥特莱斯、餐飲和娛樂場所，為比斯特购物村系列成員之一。

## 历史
于2016年开幕。該購物場所原名上海奕欧来奥特莱斯，2020年11月19日更名為比斯特上海购物村。

## 外部連結
- 官方网站